# Bracon apoderi
Bracon apoderi är en stekelart som beskrevs av Watanabe 1933. Bracon apoderi ingår i släktet Bracon och familjen bracksteklar. Utöver nominatformen finns också underarten B. a. maculatus.